# Střížovice (ort i Tjeckien, Plzeň)
Střížovice är en ort i Tjeckien.   Den ligger i regionen Plzeň, i den västra delen av landet, 90 km sydväst om huvudstaden Prag. Střížovice ligger 472 meter över havet och antalet invånare är 341.
Terrängen runt Střížovice är lite kuperad. Runt Střížovice är det ganska tätbefolkat, med 100 invånare per kvadratkilometer. Närmaste större samhälle är Plzeň, 16,1 km norr om Střížovice. Trakten runt Střížovice består till största delen av jordbruksmark.